# Han-Na Chang
Han-Na Chang, (Coreano: 장한나 tɕaŋhanna) (Suwon, 23 dicembre 1982), è una direttrice d'orchestra e violoncellista sudcoreana.

## Biografia
Nata a Suwon, Gyeonggi-do, Corea del Sud, Chang iniziò a studiare pianoforte all'età di 3 anni ed iniziò a studiare violoncello all'età di 6 anni. Nel 1993 la sua famiglia si trasferì negli Stati Uniti, dove fu iscritta alla divisione pre-college della Juilliard School. Nel 1993 frequentò le masterclass di Mischa Maisky a Siena, in Italia e continuò a studiare con lui in privato. Nel 1994 partecipò al quinto concorso internazionale Rostropovich per violoncello e ricevette sia il primo premio che il premio per la musica contemporanea. Chang successivamente studiò privatamente con Mstislav Rostropovich. Nel 1995 fece il suo debutto nella registrazione con le Variazioni su un tema rococò di Čajkovskij e il Concerto per violoncello n. 1 di Saint-Saëns con Rostropovich che dirigeva la London Symphony Orchestra. Oltre agli studi alla Juilliard, Chang ha insegnato filosofia alla Harvard University.
Successivamente Chang sviluppò un interesse per la direzione e studiò direzione d'orchestra con James DePreist. Ha debuttato come direttrice professionista in Corea nel 2007. Nel 2009 fondò l'Absolute Classic Festival, con sede nella provincia di Gyeonggi, in Corea, con particolare attenzione ai giovani musicisti e presta servizio come direttore artistico. Chang ha fatto il suo debutto nel Regno Unito con la Philharmonia Orchestra nel gennaio 2012 e ha diretto la Royal Liverpool Philharmonic per la prima volta nel febbraio 2012. Ora ha spostato la sua concentrazione musicale sulla direzione, lontano dalle esibizioni per violoncello.
Chang diresse come ospite per la prima volta la Qatar Philharmonic Orchestra nel giugno 2012. Nel dicembre 2012 l'orchestra la nominò sua successiva direttrice musicale. Diresse l'orchestra nella sua prima apparizione ai The Proms il 7 settembre 2014. Il giorno seguente, l'8 settembre 2014, Chang rassegnò le dimissioni dalla direzione musicale dell'orchestra, con effetto immediato, citando "persistenti difficoltà amministrative e inconciliabili differenze artistiche con la direzione".
Chang divenne il direttore ospite principale dell'Orchestra Sinfonica di Trondheim a partire dalla stagione 2013-2014. Nel marzo 2016 l'orchestra ha annunciato la nomina di Chang come suo successivo direttore principale, efficace con la stagione 2017-2018. È la prima donna a dirigere nel ruolo di direttore principale dell'Orchestra Sinfonica di Trondheim. Nel novembre 2018 l'orchestra ha annunciato l'estensione del contratto di Chang come direttore principale fino alla stagione 2022-2023.

## Premi
- Quinto Concorso internazionale per violoncello di Rostropovich (1994), primo premio e premio per la musica contemporanea
- Premio Young Artist of the Year agli ECHO Classical Music Awards in Germania (1997)
- Migliore album Concerto dell'anno da Caecilia Award (Belgio) (2003)
- Miglior album per Concerto dell'anno da Cannes Classical Awards (Francia) (2003)
- Miglior album per Concerto dell'anno da ECHO Classical Music Awards (Germania) (2003)
- Miglior album per Concerto dell'anno da Gramophone (UK) (2003)
- Nominato Classico Super-star of Tomorrow dalla rivista Gramophone (UK) (2006)[14]

## Album
- Vivaldi Cello Concertos (2008)
- Romance - Lalo Concerto per violoncello e altri pezzi (2007)
- Shostakovich Concerto per violoncello n. 1/ Sonata per violoncello (2006)
- Prokofiev Sinfonia Concertante/ Sonata per violoncello (2003)
- Saint-Saëns Il cigno (2001)
- Haydn Concerto per violoncello Do maggiore e Re maggiore (1998)
- Tchaikovsky Variazioni su un tema rococò/Saint-Saëns Concerto per violoncello n. 1 (1996)